# Psechrus jinggangensis
Psechrus jinggangensis är en spindelart som beskrevs av Wang och Yin 200. Psechrus jinggangensis ingår i släktet Psechrus och familjen Psechridae. Inga underarter finns listade i Catalogue of Life.